# پاکو پنیا
پاکو پنیا (فرانسیسکو پنیا پِرِز) زاده ۱۹۴۲ در کوردوبا، اسپانیا، از گیتاریست‌های نامدار فلامنکو است. او به عنوان یکی از مشاهیر معاصر در نواختن گیتار فلامنکو به روش سنتی شناخته می‌شود.
پاکو پنیا در سال ۱۹۸۰ فستیوال موسیقی فلامنکو در کوردوبا را پایه‌گذاری کرد.

## بیوگرافی
فرانسیسکو پنیا پرز در سال 1942 میلادی در شهر کوردوبا اسپانیا بدیا آمد و در 6 سالگی ساز گیتار را از برادر خود آموخت و در 12 سالگی به صورت حرفه‌ای موسیقی فلامنکو را ادامه داد. با تشویق خانواده، به اجراهای برنامه و آهنگسازی گیتار فلامنکو در خارج از اسپانیا پرداخت. او با سرعتی باور نکردی پیشرفت کرد و خود را در کمپانی‌های مهم موسیقی مادرید و کاستا براوا محبوب کرد. وی در سال 1960 به لندن رفت و در آنجا به یک تکنواز گیتار قهار تبدیل شد.

## آثار
پاکو پنیا کتاب‌های متعددی نوشته و یکی از بهترین آهنگ‌های آن hercain latina است.